# Olympische Sommerspiele 1932/Leichtathletik – 100 m (Frauen)

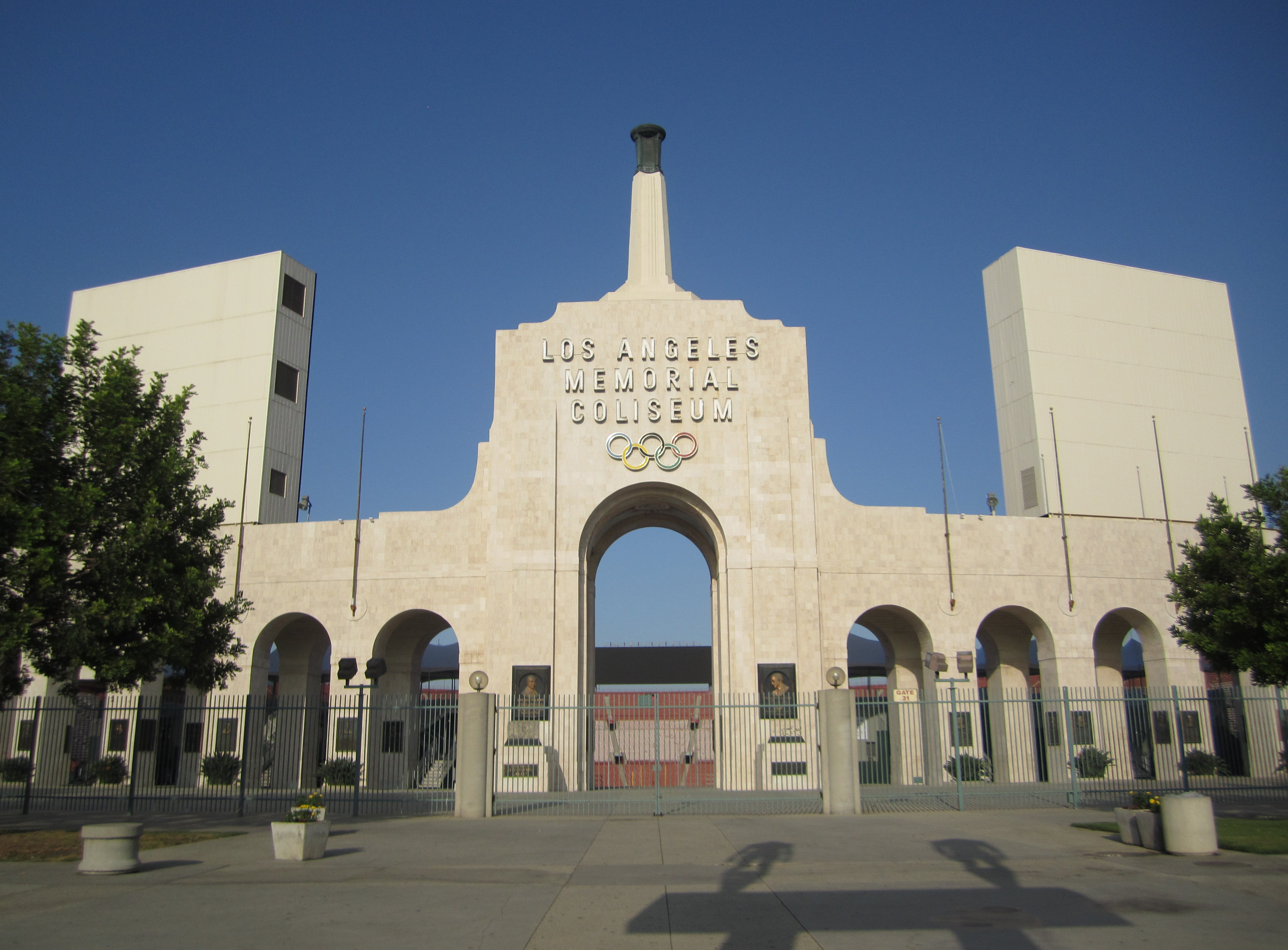
Eingang zum Los Angeles Memorial Coliseum

Der 100-Meter-Lauf der Frauen bei den Olympischen Spielen 1932 in Los Angeles wurde am 1. und 2. August 1932 im Los Angeles Memorial Coliseum ausgetragen. Zwanzig Athletinnen nahmen teil. Erstmals kamen bei Olympischen Spielen Startpistolen, elektronische Zeitnahme und Zielfotos zum Einsatz, die elektronische Zeitnahme allerdings nur inoffiziell.
Olympiasiegerin wurde die Polin Stanisława Walasiewicz vor der Kanadierin Hilda Strike. Die US-Läuferin Wilhelmina von Bremen gewann die Bronzemedaille.

## Rekorde

### Bestehende Rekorde
| Weltrekord         | 11,9 s | Tollien Schuurman ( Niederlande) | Haarlem, Niederlande             | 5. Juni 1932  |
| Olympischer Rekord | 12,2 s | Betty Robinson ( USA)            | Finale OS Amsterdam, Niederlande | 31. Juli 1928 |

### Rekordegaliserungen / -verbesserungen
Der bestehende olympische Rekord wurde einmal egalisiert, dann einmal verbessert und noch dreimal egalisiert. Der bestehende Weltrekord wurde viermal egalisiert.
- Olympischer Rekord:
  - 12,2 s (egalisiert) – Marie Dollinger (Deutsches Reich), erster Vorlauf am 1. August
  - 11,9 s (verbessert) – Stanisława Walasiewicz (Polen), zweiter Vorlauf am 1. August
  - 11,9 s (egalisiert) – Stanisława Walasiewicz (Polen), zweites Halbfinale am 1. August
  - 11,9 s (egalisiert) – Stanisława Walasiewicz (Polen), Finale am 2. August
  - 11,9 s (egalisiert) – Hilda Strike (Kanada), Finale am 2. August
- Weltrekord:
  - 11,9 s (egalisiert) – Stanisława Walasiewicz (Polen), zweiter Vorlauf am 1. August
  - 11,9 s (egalisiert) – Stanisława Walasiewicz (Polen), zweites Halbfinale am 1. August
  - 11,9 s (egalisiert) – Stanisława Walasiewicz (Polen), Finale am 2. August
  - 11,9 s (egalisiert) – Hilda Strike (Kanada), Finale am 2. August

## Intersexualität bei Frauenwettbewerben
Auch 1932 war die Problematik der Intersexualität bei Frauenwettbewerben bereits durchaus aktuell. Im Rennen über 100 Meter stellte sich die Frage nach der Geschlechterrolle. Betroffen war die Olympiasiegerin Stanisława Walasiewicz, vier Jahre später in Berlin Silbermedaillengewinnerin. Sie wurde 1980 in Cleveland bei einem Raubüberfall, in den sie zufällig hineingeraten war, erschossen. Die nachfolgende Obduktion ergab, dass sie männliche Geschlechtsorgane hatte und sie intersexuell war. Dies hatte jedoch keine offiziellen Auswirkungen auf ihre sportlichen Resultate.

## Durchführung des Wettbewerbs
Am 1. August traten die Läuferinnen zu vier Vorläufen an. Die jeweils drei schnellsten Athletinnen – hellblau unterlegt – qualifizierten sich für das Halbfinale am selben Tag. Aus den Vorentscheidungen kamen die jeweils drei Erstplatzierten in das Finale, das am 2. August ausgetragen wurde.

## Vorläufe
Datum: 1. August 1932

### Vorlauf 1

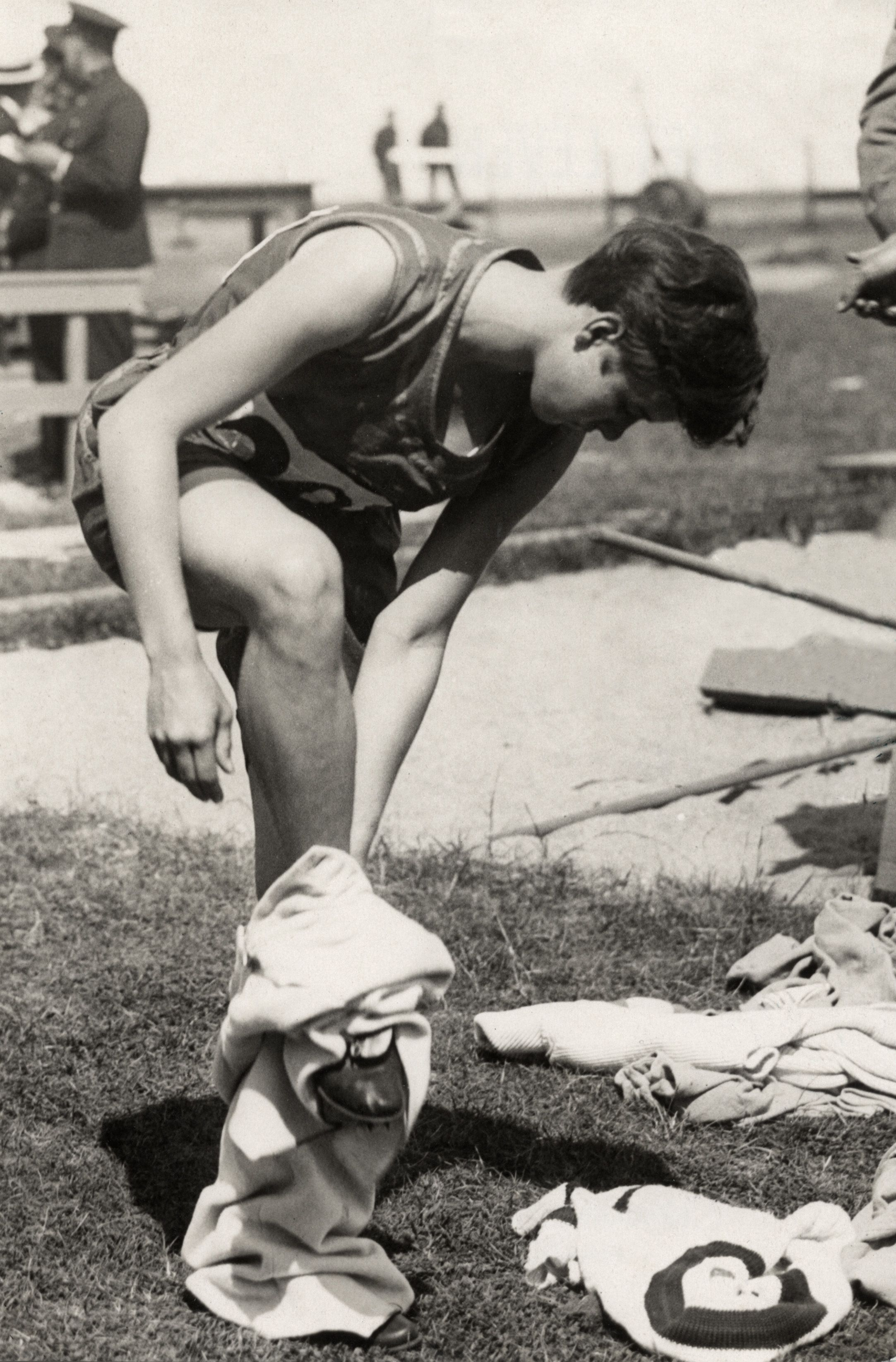
Marjorie Clark – ausgeschieden als Fünfte des ersten Vorlaufs
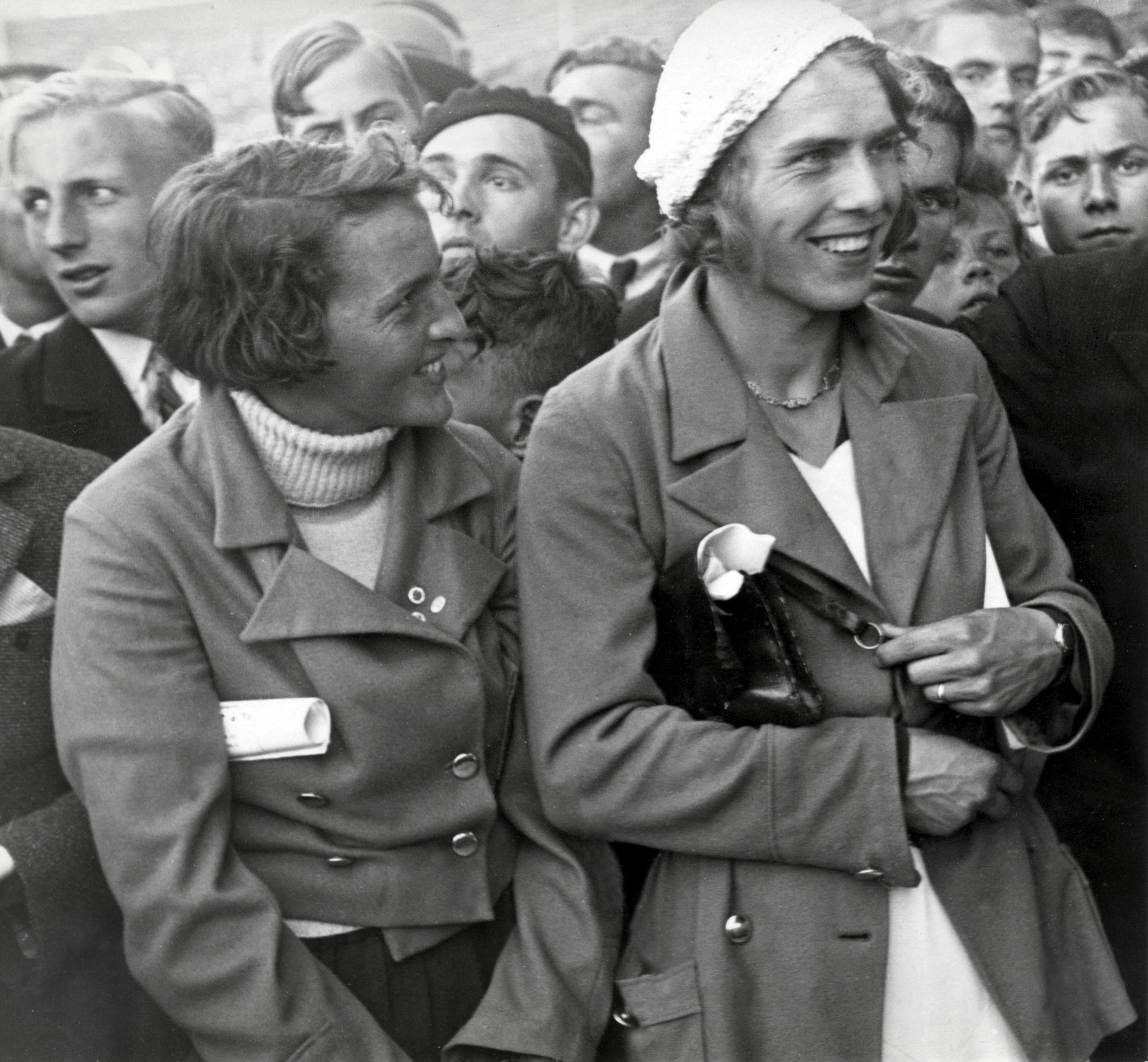
Elly du Mée (links)  – ausgeschieden als Vierte des zweiten Vorlaufs

| Platz | Name                  | Nation                | Zeit   | Anmerkung |
| ----- | --------------------- | --------------------- | ------ | --------- |
| 1     | Marie Dollinger       | Deutsches Reich       | 12,2 s | ORe       |
| 2     | Wilhelmina von Bremen | USA                   | 12,3 s |           |
| 3     | Hilda Strike          | Kanada                | 12,3 s |           |
| 4     | Gwendoline Porter     | Großbritannien        | 12,4 s |           |
| 5     | Marjorie Clark        | Südafrikanische Union | 12,5 s |           |

### Vorlauf 2
| Platz | Name                   | Nation      | Zeit   | Anmerkung |
| ----- | ---------------------- | ----------- | ------ | --------- |
| 1     | Stanisława Walasiewicz | Polen       | 11,9 s | WRe/OR    |
| 2     | Mary Frizzell          | Kanada      | 12,1 s |           |
| 3     | Sumiko Watanabe        | Japan       | 12,2 s |           |
| 4     | Elly du Mée            | Niederlande | 12,3 s |           |

### Vorlauf 3
| Platz | Name              | Nation         | Zeit   | Anmerkung |
| ----- | ----------------- | -------------- | ------ | --------- |
| 1     | Tollien Schuurman | Niederlande    | 12,2 s |           |
| 2     | Mary Vandervliet  | Kanada         | 12,3 s |           |
| 3     | Eileen Hiscock    | Großbritannien | 12,3 s |           |
| 4     | Eileen Wearne     | Australien     | 12,5 s |           |
| 5     | Ethel Harrington  | USA            | 12,7 s |           |
| 6     | Taka Shibata      | Japan          | 12,7 s |           |

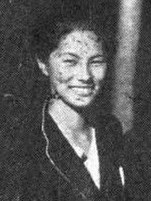
Dogura Asa – ausgeschieden als Vierte des vierten Vorlaufs

### Vorlauf 4
| Platz | Name            | Nation         | Zeit   | Anmerkung |
| ----- | --------------- | -------------- | ------ | --------- |
| 1     | Elizabeth Wilde | USA            | 12,4 s |           |
| 2     | Cornelia Aalten | Niederlande    | 12,4 s |           |
| 3     | Thelma Kench    | Neuseeland     | 12,4 s |           |
| 4     | Dogura Asa      | Japan          | 12,9 s |           |
| 5     | Ethel Johnson   | Großbritannien | 13,9 s |           |

## Halbfinale

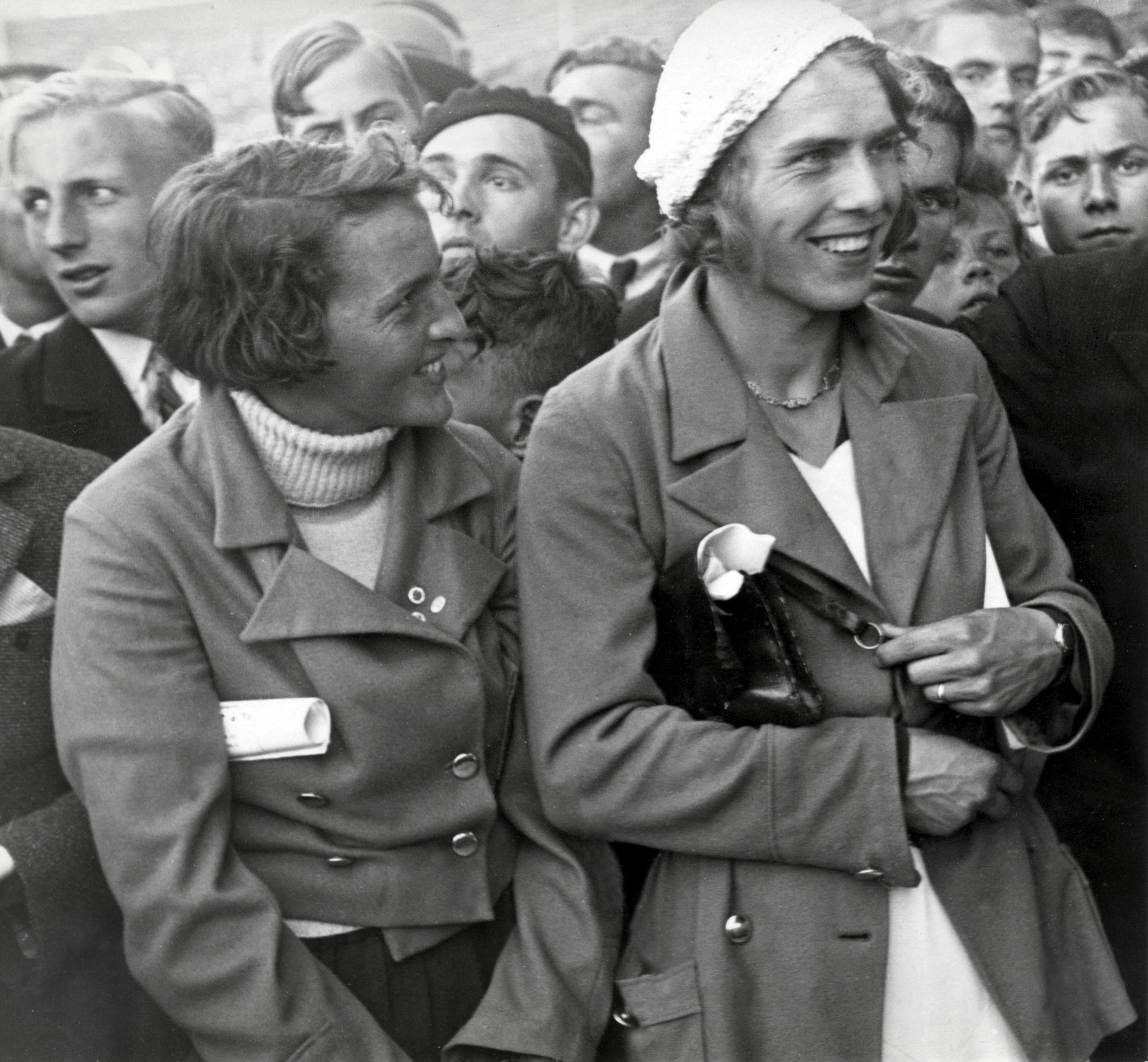
Weltrekordinhaberin Tollien Schuurman – ausgeschieden als Vierte des ersten Halbfinals
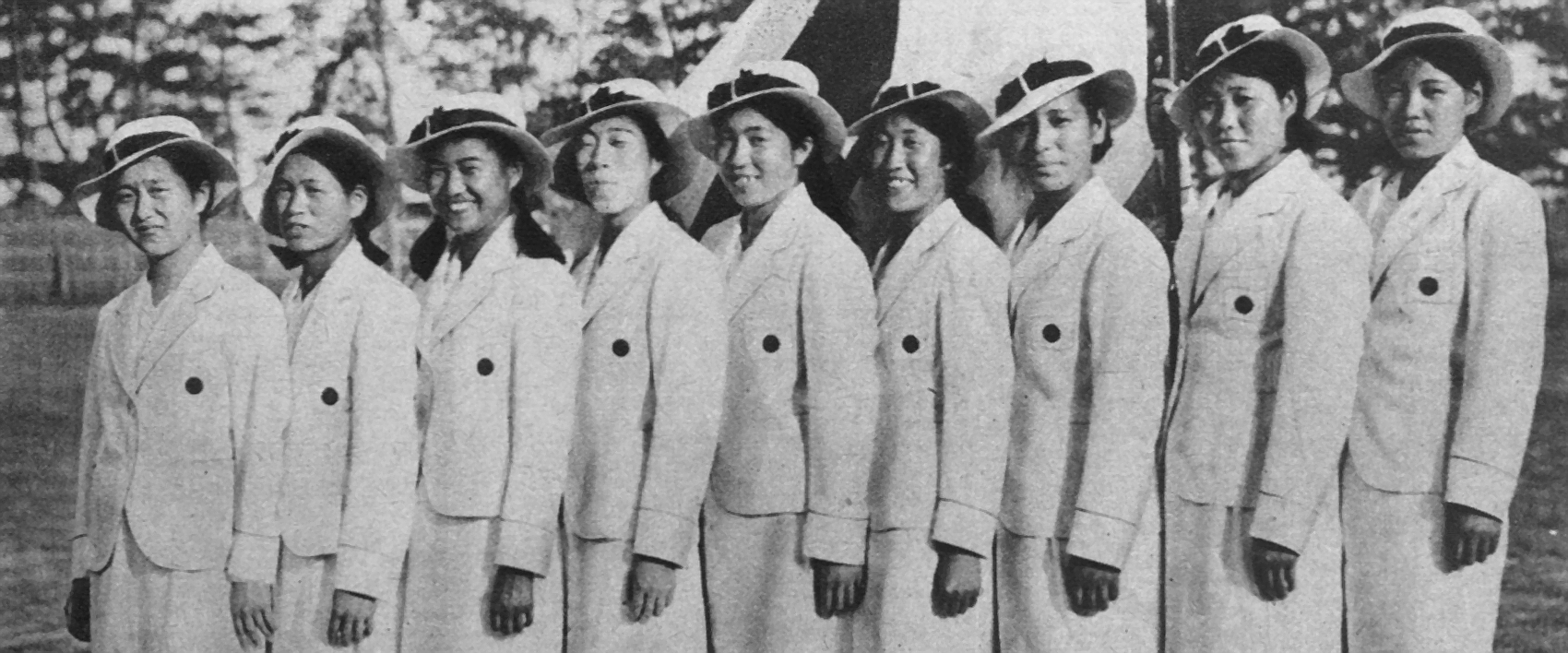
Sumiko Watanabe (Vierte von rechts) – ausgeschieden als Fünfte des ersten Halbfinals
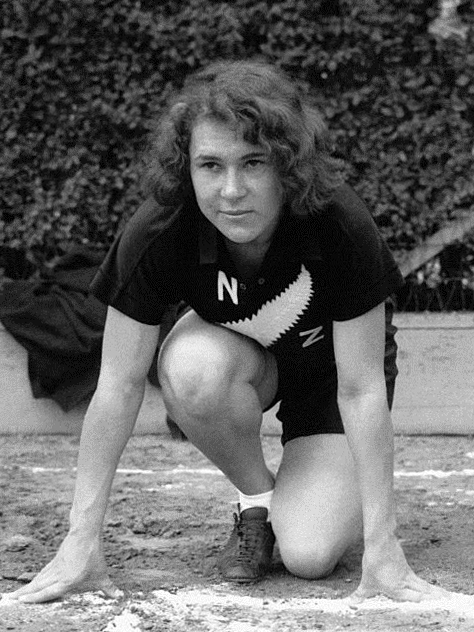
Thelma Kench – ausgeschieden als Sechste des ersten Halbfinals

Datum: 1. August 1932

### Lauf 1
| Platz | Name              | Nation          | Zeit   | Anmerkung |
| ----- | ----------------- | --------------- | ------ | --------- |
| 1     | Hilda Strike      | Kanada          | 12,4 s |           |
| 2     | Elizabeth Wilde   | USA             | 12,4 s |           |
| 3     | Marie Dollinger   | Deutsches Reich | 12,4 s |           |
| 4     | Tollien Schuurman | Niederlande     | 12,4 s |           |
| 5     | Sumiko Watanabe   | Japan           | k. A.  |           |
| 6     | Thelma Kench      | Neuseeland      | k. A.  |           |

### Lauf 2

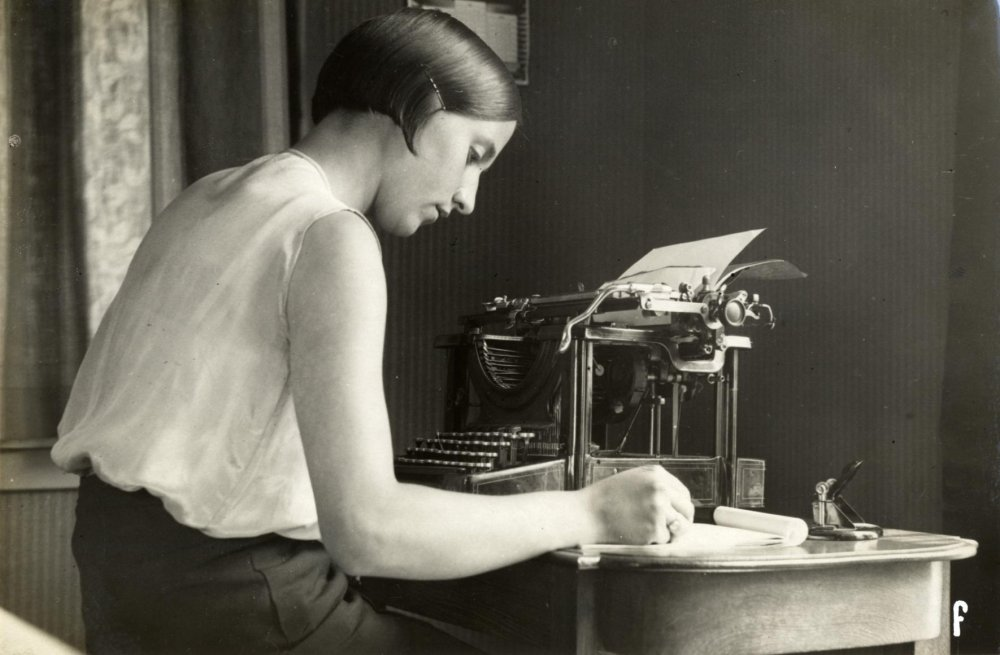
Cornelia Aalten – ausgeschieden als Sechste des zweiten Halbfinals

| Platz | Name                   | Nation         | Zeit   | Anmerkung |
| ----- | ---------------------- | -------------- | ------ | --------- |
| 1     | Stanisława Walasiewicz | Polen          | 11,9 s | WRe/ORe   |
| 2     | Wilhelmina von Bremen  | USA            | 12,1 s |           |
| 3     | Eileen Hiscock         | Großbritannien | 12,3 s |           |
| 4     | Mary Vandervliet       | Kanada         | 12,3 s |           |
| 5     | Mary Frizzell          | Kanada         | 12,3 s |           |
| 6     | Cornelia Aalten        | Niederlande    | 12,4 s |           |

## Finale
Datum: 2. August 1932
| Platz | Name                   | Nation          | Zeit   | Anmerkung |
| ----- | ---------------------- | --------------- | ------ | --------- |
| 1     | Stanisława Walasiewicz | Polen           | 11,9 s | WRe/ORe   |
| 2     | Hilda Strike           | Kanada          | 11,9 s | WRe/ORe   |
| 3     | Wilhelmina von Bremen  | USA             | 12,0 s |           |
| 4     | Marie Dollinger        | Deutsches Reich | 12,2 s |           |
| 5     | Eileen Hiscock         | Großbritannien  | 12,3 s |           |
| 6     | Elizabeth Wilde        | USA             | 12,3 s |           |

Im Finale gab es einen spannenden und hochklassigen Zweikampf zwischen der Polin Stanisława Walasiewicz – in den USA später aktiv unter dem Namen Stella Walsh – und der Kanadierin Hilda Strike. Mit dem besseren Start hatte Strike anfangs leicht die Führung. Doch Walasiewicz holte auf und lag im Ziel knapp vor der Kanadierin. Beide Läuferinnen stellten dabei den bestehenden Weltrekord mit 11,9 s ein.
Auch in diesem Wettbewerb war das Kampfgericht nicht besonders kompetent. Eindeutig war noch die Platzierung der US-Amerikanerin Wilhelmina von Bremen auf dem dritten Platz. Doch dahinter setzten die Offiziellen zunächst Eileen Hiscock auf Platz vier sowie Marie Dollinger und Elizabeth Wilde gemeinsam auf Platz fünf. Erst die viel spätere Auswertung der Zielfilmaufnahmen hatte die Korrektur des Resultats zur Folge, wie sie hier aufgelistet ist.
Stanisława Walasiewicz stellte in all ihren drei Läufen den mit 11,9 Sekunden bestehenden Weltrekord ein.

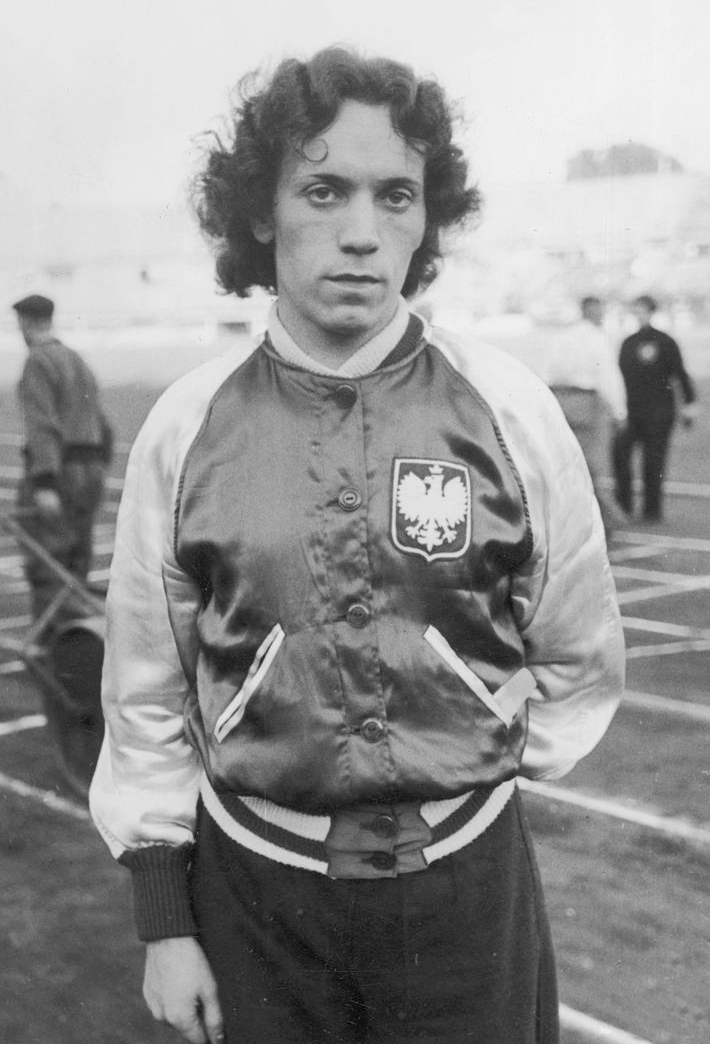
Olympiasiegerin Stanisława Walasiewicz in einer Aufnahme von 1938
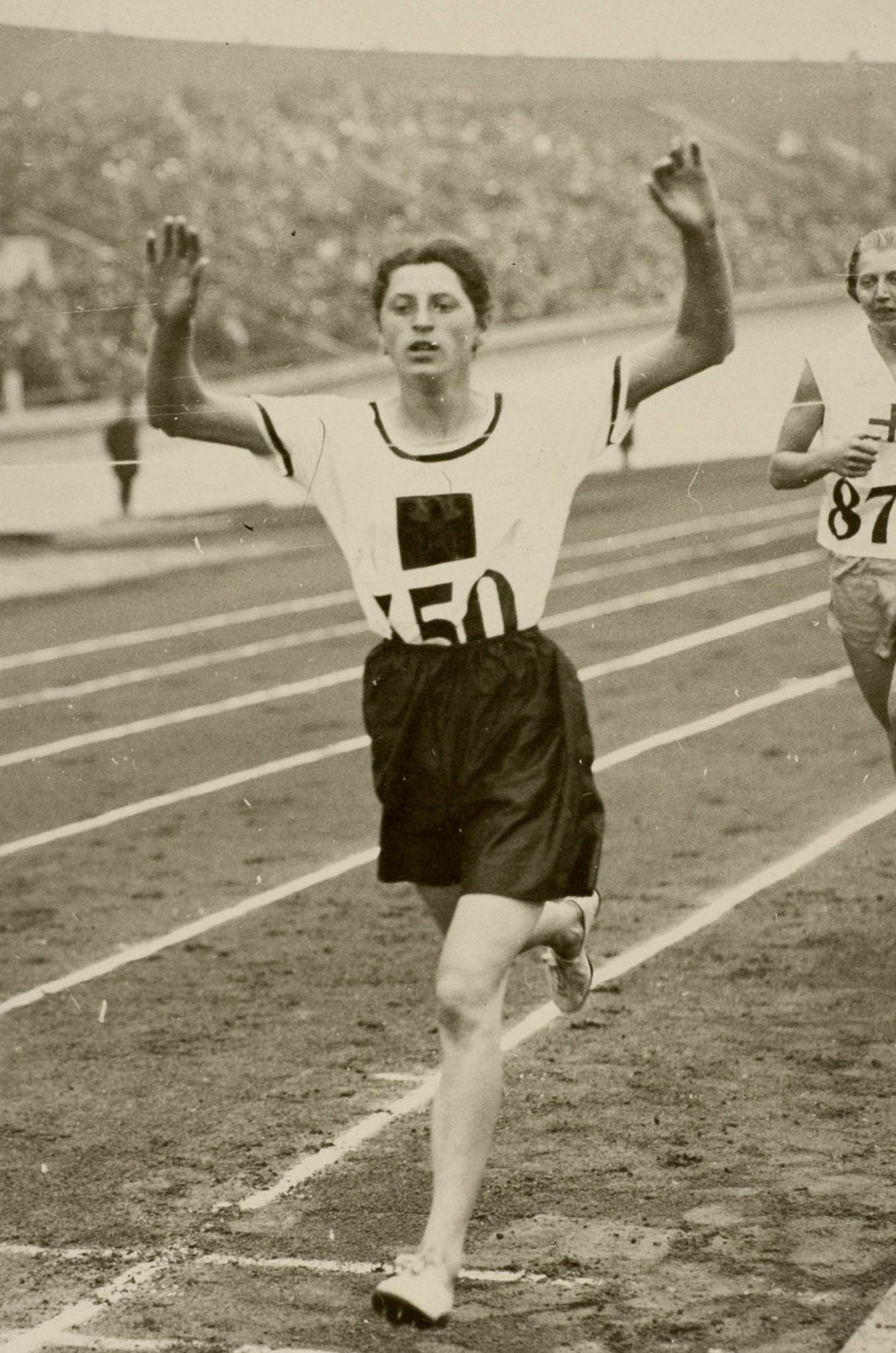
Marie Dollinger – hier über 800 Meter bei den Olympischen Spielen 1928 – wurde Vierte

## Video
- LOS ANGELES X OLYMPIC GAMES 1932 TRACK & FIELD SILENT NEWSREEL MD86554b, Bereich: 3:26 min bis 4:04 min, youtube.com, abgerufen am 7. Juli 2021